# Thomas Whitelegg
Thomas Whitelegg (* ca. 1836–1837 in Manchester; † 30. März 1911 in Highgate, London) war ein britischer Eisenbahningenieur und von 1879 bis 1910 Locomotive Carriage & Wagon and Marine Superintendent der London, Tilbury and Southend Railway (LT&SR).

## Leben
Whitelegg begann seine berufliche Laufbahn bei Sharp, Stewart and Company, wo er zunächst eine Lehre absolvierte. Anschließend wurde er Vorarbeiter in der Montageabteilung, bevor er zum Ingenieur ausgebildet wurde. Anschließend arbeitete für Neilson, Reid & Company in Glasgow und später für Hamilton’s Windsor Ironworks Company in Garston, Liverpool. Nach seiner Tätigkeit bei Ruston, Proctor and Company, wo er an der Konstruktion von Lokomotiven für die Great Eastern Railway (GER) beteiligt war, erhielt er eine Anstellung im Zeichenbüro der GER im Werk Stratford. Dort blieb er bis 1879, als er zum Locomotive Carriage & Wagon and Marine Superintendent der London, Tilbury and Southend Railway (LTSR) im Werk Plaistow in Newham ernannt wurde. Whitelegg war der erste Lokomotivinspektor der LTSR und ging 1910 in den Ruhestand. Die Stelle des Locomotive Superintendent wurde von seinem Sohn Robert Harben Whitelegg übernommen. Thomas Whitelegg starb am 30. März 1911 in seinem Haus in Highgate, London im Alter von 74 Jahren.

## Werk

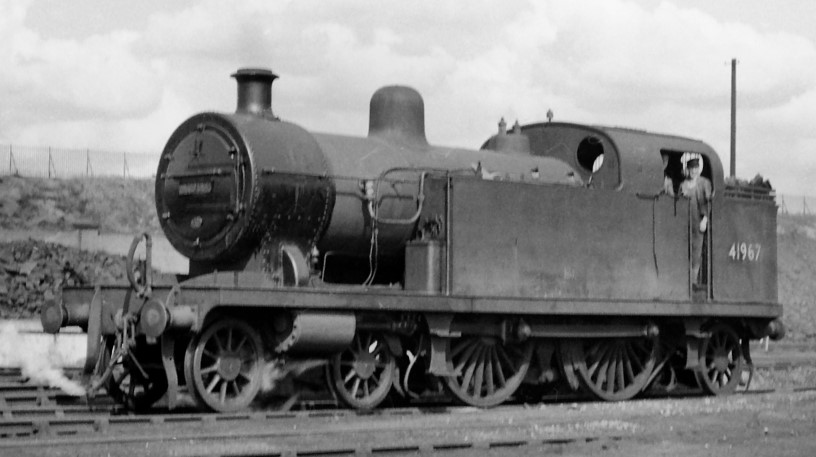
Tilbury-Tank von Whitelegg

Whitelegg wurde bekannt durch die Arbeiten an den Tenderlokomotiven der London, Tilbury and Southend Railway (LT&SR), den Tilbury-Tanks. Der ursprüngliche Entwurf der Lokomotiven stammte von William Adams, die ersten Lokomotiven wurden 1880 von Sharp, Stewart and Company geliefert und bei der LT&SR als Klasse 1 eingestellt. Whitelegg entwickelte den Entwurf weiter und schuf die Klassen 37, 51 und 79. Die Atlantic-Lokomotiven der Klasse 79 konnten als Universallokomotiven vielseitig eingesetzt werden und konnten aufgrund ihrer großen Kuppelräder Geschwindigkeiten bis zu 105 km/h erreichen, weshalb sie auch vor Schnellzügen eingesetzt wurden. Die Lokomotiven waren so erfolgreich, dass die London, Midland and Scottish Railway (LMS) sie bis 1930 weiterbaute, obwohl sie technisch veraltete Nassdampflokomotive waren.